# NGC 393
NGC 393 je galaksija u zviježđu Andromeda.

## Vanjske poveznice
- SEDS: NGC 393